# Herbert Heath
Sir Herbert Leopold Heath, KCB, MVO (27 dicembre 1861 – 22 ottobre 1954), è stato un ammiraglio britannico, Secondo Lord del Mare nella Royal Navy.

## Carriera militare
Heath nacque il 27 dicembre 1861, figlio del viceammiraglio Sir Leopold Heath, e fu educato presso il Brighton College. Heath entrò nella Royal Navy come cadetto nel 1874. Nel 1877 prese parte al combattimento contro la nave ribelle peruviana Huáscar. Nel 1893 era a bordo della corazzata HMS Victoria che ebbe una collisone con la corazzata HMS Camperdown e affondò, con la perdita di 372 vite.
Fu promosso capitano di vascello il 1 gennaio 1902 e in seguito, nello sesso anno, fu nominato assistente direttore dell'Intelligence della marina presso l'Ammiragliato. Nel 1904 divenne il comandante della nave appoggio torpediniere HMS Vulcan, di stanza nel Mediterraneo. Comandò poi la corazzata HMS Repulse e l'incrociatore HMS Lancaster. Nel 1908 divenne un attaché della marina all'ambasciata di Berlino. Nel 1910 prese il comando della corazzata HMS Superb e in questo periodo fu nominato aiutante di campo del re. Nel 1912 fu nominato ammiraglio sovrintendente all'arsenale di Portsmouth, ruolo che ricoprì fino al 1914.
Servì durante la prima guerra mondiale e nel 1915 prese il comando del Second Cruiser Squadron della Grand Fleet e fu quindi l'ammiraglio in comando della linea d'incrociatori nella Battaglia dello Jutland, nel maggio 1916. Nel novembre 1916 fu nominato comandante del 3rd Battle Squadron.
Nel 1917 divenne Secondo Lord del Mare e capo del personale della marina. Dopo la guerra divenne il comandante in capo della costa scozzese. Andò in pensione nel 1922.

## Famiglia
Nel 1891 sposò Elizabeth Catherine Simson e dal matrimonio ebbe due figlie.

## Onorificenze
- Cavaliere Commendatore dell'Ordine del Bagno
- Membro dell'Ordine Reale Vittoriano
- Commendatore della Legion d'Onore (Francia)
- Gran Cordone dell'Ordine del Sol Levante (Giappone)
- Navy Distinguished Service Medal (USA)

## Fonti
- Obituary: Admiral Sir Herbert Heath.
- Sea Fight Comedy The Argus, 22 dicembre 1928.
- "No. 27393". The London Gazette. 3 gennaio 1902. p. 3.
- "No. 28534". The London Gazette. 26 settembre 1911. p. 7010.
- "Senior Royal Navy appointments" (PDF). Archivio dell'originale del 15 marzo 2012. Consultato il 5 ottobre 2014.